# Strathcona County
Das Strathcona County ist ein Verwaltungsbezirk (vom Typ municipality) in Alberta, Kanada und hat den Status einer specialized municipality. Der Verwaltungsbezirk gehört zur Census Division 11 und ist Teil der Edmonton Capital Region. Der Bezirk als solches wurde, durch Zusammenlegung von anderen Verwaltungsbezirken, zum 1. März 1943 eingerichtet (incorporated als „Municipal District of Strathcona, No. 517“) und erhielt seinen aktuellen Status im Jahr 1996. Er hat seinen Verwaltungssitz in Sherwood Park.
Der Verwaltungsbezirk ist für die kommunale Selbstverwaltung in den ländlichen Gebieten sowie den nicht rechtsfähigen Gemeinden, wie Dörfern und Weilern und Ähnlichem, zuständig. Für die Verwaltung der Städte in seinen Gebietsgrenzen ist er nicht zuständig.

## Lage
Der „Municipal District“ liegt im nordöstlichen Zentrum der kanadischen Provinz Alberta, unmittelbar östlich vom Edmonton. Im Norden und Nordwesten begrenzt der North Saskatchewan River den Bezirk. Im Osten grenzt er an den Elk-Island-Nationalpark. Der östliche Teil des Bezirks ist Pufferfläche („Transition zone“) des Biosphärenreservat Beaver Hills, einem fast 1600 km² großen Biosphärenreservat der UNESCO. Im Bezirk befindet sich keiner der Provincial Parks in Alberta.
Die Hauptverkehrsachsen des Bezirks sind die in Ost-West-Richtung verlaufenden Alberta Highway 16, als Teil der nördlichen Route des Trans-Canada Highways, der Alberta Highway 14 und der Alberta Highway 15 sowie der in Nord-Süd-Richtung verlaufenden Alberta Highway 21. Außerdem gibt es noch zahlreiche lokale Highways wie beispielsweise den Alberta Highway 216, die Ringautobahn um Edmonton. Weiterhin verlaufen mehrere Eisenbahnstrecken verschiedener Gesellschaften durch den Bezirk.
| Sturgeon County | Smoky Lake County                           | Lamont County                                     |
| Edmonton        | Kompassrose, die auf Nachbargemeinden zeigt | Improvement District 13 (Elk-Island-Nationalpark) |
| Leduc County    |                                             | Beaver County                                     |

## Bevölkerung
| Jahr | Erhebung          | Einwohner | Änderung | Fläche (km²) | Bev.-dichte (EW/km²) |
| ---- | ----------------- | --------- | -------- | ------------ | -------------------- |
| 2016 | Volkszählung 2016 | 98.044    | + 6,0 %  | 1.182,78     | 82,9                 |
| 2011 | Volkszählung 2011 | 92.490    | + 12,1 % | 1.180,56     | 78,3                 |

## Gemeinden und Ortschaften
Folgende Gemeinden liegen innerhalb der Grenzen des Verwaltungsbezirks:
- Stadt (City): Fort Saskatchewan
- Kleinstadt (Town): keine
- Dorf (Village): keine
- Weiler (Hamlet): Antler Lake, Ardrossan, Collingwood Cove, Half Moon Lake, Hastings Lake, Josephburg, North Cooking Lake, Sherwood Park, South Cooking Lake

Außerdem bestehen noch weitere, noch kleinere Ansiedlungen und Einzelgehöfte.